# آهنگرکلا علیا
آهنگرکلاعلیا، روستایی است از توابع بخش دابودشت شهرستان آمل در استان مازندران ایران.

## جمعیت
این روستا در دهستان دابوی میانی قرار دارد و براساس سرشماری مرکز آمار ایران در سال ۱۳۸۵، جمعیت آن ۹۲۵ نفر (۲۳۳خانوار) بوده‌است.